# Gekko
Gekko （ゲッコー）は、2000年にゲーム機のニンテンドー ゲームキューブのCPU用にカスタマイズされ作られた、IBMによる32ビットのPowerPCマイクロプロセッサである。

## 開発
このゲームシステムにおけるGekkoの目的は、ゲームの記述や人工知能、衝突検知、ライティング効果やスムーズな変身などの幾何学のグラフィック、システムを通してのグラフィックの移動などを、容易にする事だった。
このプロジェクトは1999年に発表され、IBMと任天堂は約400MHzで稼働するCPUのために10億ドルの契約に合意した。IBMは、"Flipper" グラフィックプロセッサとは別に、タイトでバランスのとれたオペレーションなどの任天堂の要望を確実にするため、既存のPowerPC 750CXeプロセッサを修正する選択をした。このカスタム化は、バスアーキテクチャ、DMA、圧縮、SIMD命令のスペシャルセットをサポートするFPUなどに対して行われた。このCPUはカスタムなライティングや幾何学、そして大量の圧縮データをGPUへ直接転送するなどの作業をするよう作られた。
IBMのカスタム化は任天堂の仕様を上回る性能となった。Gekkoプロセッサは、後にIBMが設計および製造してWiiに搭載されたBroadwayプロセッサの、直系の祖先と考えられている。

## 仕様
- IBM 6層の銅配線 180 nm プロセス (ダイサイズ 43 mm²)
- PowerPC 750CXe コア (GameCube用にカスタマイズ)
- 486MHz
- 32ビット 整数ユニット
- 64ビット または SIMD 32 bit x 2 として使用可能な 浮動小数点ユニット
- PowerPC 750 + 約50の3D グラフィック用SIMD命令
- 64 bitの拡張された60x bus (チップセット/GPU 162 MHz、1.3GB/s）
- 64 KB 8-way L1 キャッシュ（命令 32 KB + データ 32KB）
- 256 KB 2-way L2 キャッシュ
- 1125 DMIPS (dhrystone 2.1)
- 1.8 V (ロジックおよびI/O)、消費電力 4.9W
- 27×27 mm PBGAパッケージ（256の接点）